# Ali Kafi

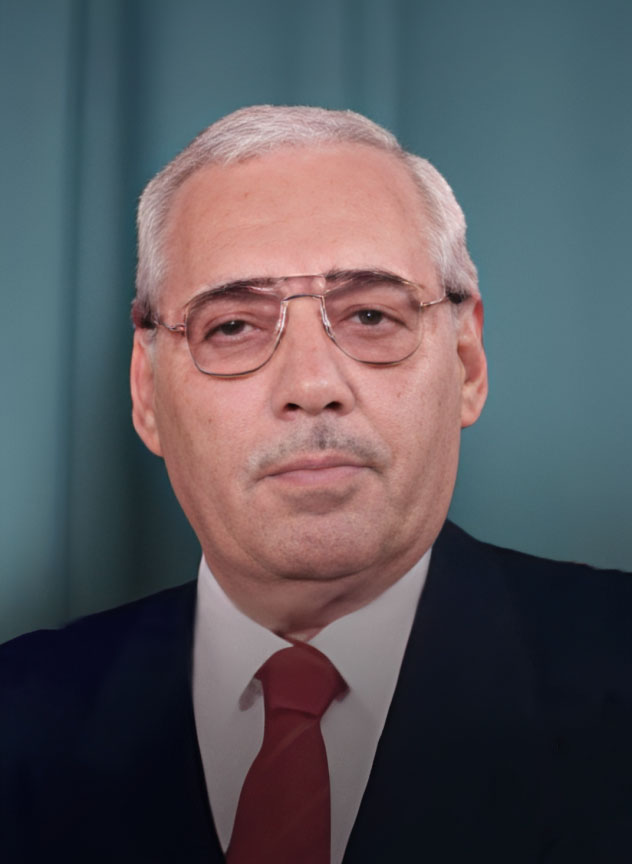
Ali Kafi (1992)

Ali Hussein Kafi (arabisch علي حسين كافي, DMG ʿAlī Ḥusain Kāfī; * 7. Oktober 1928 in El Harrouch; † 16. April 2013 in Genf) war ein algerischer Politiker und vom 2. Juli 1992 bis zum 31. Januar 1994 Präsident von Algerien.

## Leben
Ali Kafi war Mitglied des Mouvement pour le triomphe des libértes démocratiques (MTLD), der Nachfolgepartei des Parti du peuple algérien, und diente im Unabhängigkeitskrieg gegen Frankreich ab 1955 im Untergrund. Er stieg bis zum Oberst auf und befehligte von 1957 bis 1959 den Wilaya 2 (Nord-Constantinois) der Armée de libération nationale (ALN).
Nach dem Sieg im Unabhängigkeitskrieg gehörte er nicht zu den Unterstützern Ahmed Ben Bellas, welcher nach der Unabhängigkeit Präsident wurde. 1961 war er Vertreter der Nationalen Befreiungsfront FLN in Kairo. Auf diese Weise konnte er den damaligen internen Machtkämpfen in der Partei aus dem Weg gehen. Später war er Botschafter seines Landes in Syrien, Libanon und Tunesien. 1990 wurde er als Generalsekretär der Kriegsveteranenorganisation der FLN wieder auf ein hohes politisches Amt berufen.
Er wurde vier Tage nach der Ermordung Muhammad Boudiafs Vorsitzender des Hohen Staatsrates, der von der algerischen Armee kontrolliert wurde und als Übergangsregierung vorgesehen war. Er ernannte Belaid Abdessalam zum Premierminister und ersetzte ihn im August 1993 durch Redha Malek. Sein Nachfolger war Liamine Zéroual. In der Zeit des algerischen Bürgerkriegs war er Präsident Algeriens. Ali Kafi starb 2013 in der Schweiz und wurde auf dem El-Alia-Friedhof in Algier bestattet.